# HEAVY GAUGE (長渕剛のアルバム)
『HEAVY GAUGE』（ヘビー・ゲージ）は、日本のミュージシャンである長渕剛の6枚目のオリジナルアルバムである。
1983年6月21日に東芝EMIのエキスプレスレーベルからリリースされた。前作『時代は僕らに雨を降らしてる』（1982年）よりおよそ9ヶ月ぶりにリリースされた作品であり、作詞は長渕および吉見佑子、松井五郎、秋元康が担当し、作曲およびプロデュースは長渕が担当している。
レコーディングはエピキュラススタジオにて行われた。音楽性としては日常風景をコラージュしたような作風の曲が多く、また歌唱法も「長渕流フォーク」の頃の作品とは大きく変化し、音もバンドサウンドを意識した内容となっている。
本作以前にリリースされたシングル「恋人時代」（1983年）は収録されておらず、前作に引き続きシングル曲が1曲も収録されていないアルバムとなった。
オリコンチャートでは最高位6位となった。

## 背景
前作『時代は僕らに雨を降らしてる』（1982年）リリース後、長渕は10月12日より翌1983年2月18日まで全42都市47公演におよぶライブツアー「長渕剛 CONCERT TOUR'82 - '83 時代は僕らに雨を降らしてる」を開催した。
4月1日にはシングル「恋人時代」（1983年）をリリース、5月2日には同曲でフジテレビ系列の音楽番組『夜のヒットスタジオ』（1968年 - 1985年）に初出演を果たした。
しかし、プライベートでは妻の石野真子との確執が生まれており、同年3月に石野は長渕との住家を出て別居を開始、5月に正式に離婚を発表した。原因は長渕による家庭内暴力や石野と長渕の母との確執と言われ、2人の結婚生活は1年4ヶ月と2年と持たずピリオドが打たれた。離婚の原因に関して長渕は「オレは彼女に家庭の主婦を求めすぎたし、それを急ぎすぎてしまった」と語っている。

## 音楽性
文芸雑誌『別冊カドカワ 総力特集 長渕剛』では、「台詞、ト書き、ナレーション等が書き込まれている点では、映画の脚本のようでもある『Don't Cry My Love』、『僕のギターにはいつもHeavy Gauge』には、画質の粗い8mmフィルムで撮影したような日常感がある。日常風景のコラージュと言うべき描写も新鮮だ」と表記されている。
文芸雑誌『文藝別冊 長渕剛 民衆の怒りと祈りの歌』では、「この社会のなかでひとつの立場にとどまらず動きつづけることはかならず、なにかしらの悲しみをともなう。それがたとえば愛の破綻であったりするわけだが、しかしここではその悲しみが、どこか開き直ったような力強さで受け止められている」、「歌唱法の面から見ても、かつての繊細なフォークの歌い手のかれはもうそこにはいない。熱く揺れるしわがれ声とともに、厚みを増したバンドサウンドとともに、これ以降長渕はさらなる変化をとげていく」と表記されている。

## リリース
1983年6月21日に東芝EMIのエキスプレスレーベルより、LP、カセットテープ、コンパクトディスクの3形態でリリースされた。
1988年5月25日にCDのみ再リリースされ、2006年2月8日に24ビット・デジタルリマスター、紙ジャケット仕様で再リリースされた。

## プロモーション
本作に関するテレビ出演は、5月2日に「恋人時代」で夜のヒットスタジオに出演した他、6月にはフジテレビ系列のバラエティ番組『オールナイトフジ』（1983年 - 1991年）に出演し、「いかさまだらけのルーレット」、「恋人時代」、「冷たい外国人」、「DON'T CRY MY LOVE」の4曲を演奏した。

## アートワーク
ジャケットは、前作で使われたもののシルエットになっており、ギター弦のパッケージをイメージして作られている。また、歌詞カードが長渕直筆になっている。

## ツアー
本作リリース後の7月25日には、「SUPER LIVE IN 西武球場」と題した単独ライブを西武球場にて開催し、雨の降る悪状況の中約2万人を動員する。また、このライブも模様はわずか1ヶ月後の8月25日にライブアルバム『SUPER LIVE IN 西武球場』（1983年）としてリリースされ、さらに9月21日にはライブビデオ『SUPER LIVE IN 西武球場』としてリリースされ、この作品が長渕として初のビデオ作品となった。
その後、7月29日にはサザンオールスターズとの初となるジョイントライブ「サザンオールスターズ VS 長渕剛」をナゴヤ球場にて開催するも、ゲスト出演と聞かされていた長渕であったが実際には前座の扱いであり、特殊効果は少なく照明もない状態で、午後の陽の高い内から始まる事となっていた。これに疑問を感じた長渕は桑田佳祐サイドに状況の改善を要請するも、事態は桑田も了承済みであると思われたため、屈辱に耐えながら最後まで付き合うとの思いを固めた。チケットはサザンオールスターズとして売られていたため、長渕のファンは少なく、それでも長渕を応援する少数のファンの声が聞こえると屈辱感がこみ上げてきたという。出番を終えホテルへと帰った長渕であったが、サザン側よりアンコールのステージに上がって欲しいとの要求をされ、屈辱感に苛まれながらも「最後まで付き合う」との信念からステージへと引き返した。ステージ上では興奮した桑田は長渕の頭にビールをかけ、これに対し長渕は「舞い上がった勢いでそこまでやるかね」と冷静さを保ちながらも桑田への敵意を心の中で感じ、桑田との確執が生まれる事となった。
さらにその後、本作を受けてのツアーは「LIVE'83 - '84 JUST HEAVY GAUGE」と題し、1983年8月25日の札幌市民会館を皮切りに、翌1984年2月13日の日本武道館まで全41都市全47公演が行われた。

## 批評
| 専門評論家によるレビュー | 専門評論家によるレビュー |
| レビュー・スコア         | レビュー・スコア         |
| 出典                     | 評価                     |
| ------------------------ | ------------------------ |
| CDジャーナル             | 肯定的                   |

音楽情報サイト『CDジャーナル』では、「ファンの間では最高傑作とも呼ばれる作品で、傷心を綴った『Don't Cry My Love』など、自らの痛みを見事に表現した」、「シングル曲が1曲も収録されていないが、捨て曲なしの仕上がりだ」と肯定的な評価を下している。

## チャート成績
オリコンチャートでは最高位6位となり、売り上げは約6万枚となった。また、2006年の再発版では最高位254位となった
。

## 収録曲

### LP盤 / CT盤
| 全作詞・作曲: 長渕剛（特記除く）。 |                                                  |                     |                     |                  |      |
| #                                  | タイトル                                         | 作詞                | 作曲・編曲          | 編曲             | 時間 |
| 1.                                 | 「Don't Cry My Love」(作詞: 長渕剛、吉見佑子)    | 長渕剛 （特記除く） | 長渕剛 （特記除く） | 瀬尾一三、長渕剛 | 5:01 |
| 2.                                 | 「わがまま気まま流れるまま」                     | 長渕剛 （特記除く） | 長渕剛 （特記除く） | 長渕剛、山里剛   | 4:31 |
| 3.                                 | 「おいで僕のそばに」                             | 長渕剛 （特記除く） | 長渕剛 （特記除く） | 瀬尾一三         | 4:59 |
| 4.                                 | 「冷たい外国人」(作詞: 長渕剛、松井五郎、秋元康) | 長渕剛 （特記除く） | 長渕剛 （特記除く） | 瀬尾一三、長渕剛 | 4:17 |
| 5.                                 | 「すべてほんとだよ!!」                           | 長渕剛 （特記除く） | 長渕剛 （特記除く） | 笛吹利明         | 3:43 |
| 合計時間:                          | 合計時間:                                        | 合計時間:           | 22:31               |                  |      |

| #         | タイトル                                     | 作詞      | 作曲・編曲 | 編曲             | 時間 |
| --------- | -------------------------------------------- | --------- | ---------- | ---------------- | ---- |
| 6.        | 「いかさまだらけのルーレット」               |           |            | 長渕剛、山里剛   | 4:33 |
| 7.        | 「-100°の冷たい街」                          |           |            | 瀬尾一三、長渕剛 | 4:48 |
| 8.        | 「僕だけのメリークリスマス」(作詞: 松井五郎) |           |            |                  | 3:53 |
| 9.        | 「午前0時の向こう側」                        |           |            | 長渕剛           | 5:12 |
| 10.       | 「僕のギターにはいつもHeavy Gauge」          |           |            | 瀬尾一三         | 5:04 |
| 合計時間: | 合計時間:                                    | 合計時間: | 23:30      |                  |      |

### CD盤
| 全作詞・作曲: 長渕剛（特記除く）。 |                                                  |                    |                    |                  |      |
| #                                  | タイトル                                         | 作詞               | 作曲・編曲         | 編曲             | 時間 |
| 1.                                 | 「Don't Cry My Love」(作詞: 長渕剛、吉見佑子)    | 長渕剛（特記除く） | 長渕剛（特記除く） | 瀬尾一三、長渕剛 | 5:01 |
| 2.                                 | 「わがまま気まま流れるまま」                     | 長渕剛（特記除く） | 長渕剛（特記除く） | 長渕剛、山里剛   | 4:31 |
| 3.                                 | 「おいで僕のそばに」                             | 長渕剛（特記除く） | 長渕剛（特記除く） | 瀬尾一三         | 4:59 |
| 4.                                 | 「冷たい外国人」(作詞: 長渕剛、松井五郎、秋元康) | 長渕剛（特記除く） | 長渕剛（特記除く） | 瀬尾一三、長渕剛 | 4:17 |
| 5.                                 | 「すべてほんとだよ!!」                           | 長渕剛（特記除く） | 長渕剛（特記除く） | 笛吹利明         | 3:43 |
| 6.                                 | 「いかさまだらけのルーレット」                   | 長渕剛（特記除く） | 長渕剛（特記除く） | 長渕剛、山里剛   | 4:33 |
| 7.                                 | 「-100°の冷たい街」                              | 長渕剛（特記除く） | 長渕剛（特記除く） | 瀬尾一三、長渕剛 | 4:48 |
| 8.                                 | 「僕だけのメリークリスマス」(作詞: 松井五郎)     | 長渕剛（特記除く） | 長渕剛（特記除く） |                  | 3:53 |
| 9.                                 | 「午前0時の向こう側」                            | 長渕剛（特記除く） | 長渕剛（特記除く） | 長渕剛           | 5:12 |
| 10.                                | 「僕のギターにはいつもHeavy Gauge」              | 長渕剛（特記除く） | 長渕剛（特記除く） | 瀬尾一三         | 5:04 |
| 合計時間:                          | 合計時間:                                        | 合計時間:          | 46:01              |                  |      |

### 曲解説

#### A面
1. 「Don't Cry My Love」
男女関係の破局を歌った楽曲。一説には、この頃離婚した石野真子との関係を歌ったとされる。しかし、この曲の詞を書いたのはまだ石野との結婚生活を送っていた長渕の家で、吉見と詞を作ろうと作ったもの。後年ライブでもたびたび演奏されている。また、後にアルバム『LOVE SONGS』（1986年）でリミックス&ヴォーカルのみ再録音されており、他にもシングル「SUPER STAR」（1986年）のB面曲としてギターの弾き語りバージョンが収録されており、『SONGS』（2008年)でヴォーカルのみ再録音されている。
2. 「わがまま気まま流れるまま」
3. 「おいで僕のそばに」
4. 「冷たい外国人」
当時ベストセラーになった森村誠一の著書である『悪魔の飽食』（1981年）に触発され作られた曲。731部隊を始めとする戦争の悲劇を歌い上げている。
5. 「すべてほんとだよ!!」
レコーディングでは、床に寝そべった状態でマイクスタンドを持ちながら歌われた。

#### B面
1. 「いかさまだらけのルーレット」
2. 「-100°の冷たい街」
後にリリースされたシングル「GOOD-BYE青春」（1983年）のB面曲。自らも出演したテレビドラマ『家族ゲーム』（1983年、TBS系列）の挿入歌として使用された。
3. 「僕だけのメリークリスマス」
フィクションではあるが、長渕には珍しいクリスマスを描いた楽曲。長渕自身のピアノの弾き語り。
4. 「午前0時の向こう側」
5. 「僕のギターにはいつもHeavy Gauge」
過去と現在を見つめなおし、未来へ向かって自らを破壊して新しい地平を築く事を歌った楽曲。後にアルバム『NEVER CHANGE』（1988年）で再録音されている。

## スタッフ・クレジット

### 参加ミュージシャン
- 長渕剛 - アコースティックギター、エレクトリックギター、12弦アコースティックギター（2曲目）、アコースティックピアノ（8曲目）、ハーモニカ
- やまだこうじ - Yamaha Drums YD 9000R、タンバリン
- 川嶋一久 - エレクトリックベース
- 香川喜章 - アコースティックピアノ、エレクトリックピアノ、ハモンドオルガン、バックグラウンドボーカル
- 面谷誠二 - エレクトリックギター、フラットマンドリン（10曲目）
- 村上律 - ペダルスティールギター、ラップスティールギター
- 浜田良美 - エレクトリックギター、バックグラウンドボーカル

ゲストミュージシャン
- 笛吹利明 - アコースティックギター、フラットマンドリン（5曲目）
- 兼崎順一 - トロンボーン
- 平内保夫 - トランペット
- ジェイク・H・コンセプション - テナーサックス
- 砂原俊三 - バスサックス
- 山里剛 - アコースティックギター（9曲目）
- 篠崎グループ - ストリングス

### スタッフ
- 長渕剛 - プロデューサー
- 山里剛（ヤマハ音楽振興会） - ディレクター
- 陣山俊一（ユイ音楽工房） - ディレクター
- 木村嘉男（東芝EMI） - ディレクター
- 石塚良一 - レコーディング・エンジニア
- ひらたしょういち - パーソナル・マネージャー
- 大川奘一郎 - 写真撮影
- 川上源一（ヤマハ音楽振興会） - エグゼクティブ・プロデューサー
- 後藤由多加（ユイ音楽工房） - エグゼクティブ・プロデューサー

## リリース履歴
| No. | 日付          | レーベル              | 規格     | 規格品番                      | 最高順位 | 備考                                                                         |
| --- | ------------- | --------------------- | -------- | ----------------------------- | -------- | ---------------------------------------------------------------------------- |
| 1   | 1983年6月21日 | 東芝EMI／エキスプレス | LP CT CD | ETP-90232 ZH28-1317 CA35-1044 | 6位      | 価格はLPとCTが2800円、CDは3500円                                             |
| 2   | 1988年5月25日 | 東芝EMI／エキスプレス | CD       | CT32-5201                     | -        | 歌詞ブックレットが投げ込みの歌詞カードに変更され、価格が3200円に改定された。 |
| 3   | 2006年2月8日  | 東芝EMI／エキスプレス | CD       | TOCT-25948                    | 254位    | 24ビット・デジタルリマスター、紙ジャケット仕様                               |